# Forelius
Forelius é um gênero de insetos, pertencente à família Formicidae.

## Espécies
- Forelius albiventris
- Forelius analis
- Forelius andinus
- Forelius bahianus Cuezzo, 2000
- Forelius brasiliensis
- Forelius breviscapus
- Forelius chalybaeus
- Forelius damiani Guerrero & Fernández, 2008
- Forelius fiebrigi
- Forelius foetida
- Forelius grandis Forel, 1912
- Forelius golbachi
- Forelius grandis
- Forelius instabilis
- Forelius keiferi Wheeler, 1934
- Forelius lilloi Cuezzo, 2000
- Forelius macrops
- Forelius maranhaoensis Cuezzo, 2000
- Forelius mccooki
- Forelius minor
- Forelius nigriventris
- Forelius pruinosus
- Forelius pusillus Santschi, 1922
- Forelius rubriceps
- Forelius rufus
- Forelius tucumanus